# The Holy Bible
The Holy Bible é o terceiro álbum de estúdio da banda galesa de rock alternativo Manic Street Preachers. Foi lançado em 30 de agosto de 1994 pela Epic Records. Durante o processo de escrita e gravação do álbum, o compositor e guitarrista Richey Edwards estava sofrendo com depressão profunda, alcoolismo, automutilação e anorexia nervosa, razão pela qual muitas fontes consideram que o conteúdo do disco refletia o estado mental de Richey. As músicas abordam temas como a política e o sofrimento humano. The Holy Bible foi o último álbum da banda lançado antes do desaparecimento de Edwards, em 1 de fevereiro de 1995.
Apesar de ter alcançado o sexto lugar nas Paradas de sucesso do Reino Unido, as vendas globais foram inicialmente inferiores àquelas dos álbuns anteriores, e o disco não conseguiu entrar nas paradas de sucesso da Europa continental nem da América do Norte. Promoveu-se o trabalho com turnês e participações em festivais do Reino Unido, Irlanda, Alemanha, Portugal, Países Baixos e Tailândia, parcialmente sem Edwards. A despeito do insucesso comercial, The Holy Bible foi aclamado pela crítica especializada, e é frequentemente mencionado em listas de melhores discos de todos os tempos, como aquelas das revistas Melody Maker, NME e Q, bem como do livro 1001 Álbuns para Ouvir Antes de Morrer. Até 2014, haviam sido vendidas mais de meio milhão de cópias do disco ao redor do mundo.

## Gravação
Segundo o baterista Sean Moore, a banda sentia que havia se perdido em seu álbum anterior de 1993, Gold Against the Soul. Por isso, para o trabalho seguinte, optaram por retornar às raízes e redescobrir "um pouco da britaneidade que nos faltava". O cantor e guitarrista James Dean Bradfield reiterou que o quarteto sentia-se "um pouco roquista demais [...] Nós havíamos perdido a direção". Depois de ter os dois primeiros discos dominados por influências feito Guns N' Roses e Alice in Chains, a banda decidiu inspirar-se nos artistas de quem gostavam no começo de sua carreira, como Magazine, Wire, Skids, Public Image Ltd, Gang of Four, Joy Division e Siouxsie and the Banshees.
A Epic Records propusera que o álbum fosse gravado em Barbados, mas a banda quis evitar o que Bradfield chamou de "toda essa baboseira de rockstar decadente". Ainda segundo Bradfield, foi o baixista Nicky Wire quem teve a ideia de que a banda "não usasse tudo de que dispunha" para gravar o álbum. Assim, as gravações iniciaram-se com o engenheiro de som Alex Silva no econômico e "absolutamente minúsculo" Sound Space Studios, em Cardiff. O álbum foi mixado por Mark Fereegard, que trabalhara previamente com The Breeders. "She Is Suffering" foi produzida por Steve Brown. A gravação durou quatro semanas
Bradfield descreveu a gravação do disco como algo que o impedia de ter uma vida social, e Alex Silva culpa as longas horas de trabalho com o álbum pelo fim do relacionamento que tinha à época, com sua namorada. O guitarrista Richey Edwards comparecia às sessões de gravação, mas, segundo Wire, era comum que ele "desmoronasse no sofá e dormisse", enquanto os demais membros da banda faziam todo resto. Ele estava bebendo exageradamente, e chorava com frequência. "Inevitavelmente", disse Bradfield, "o dia começava com o barulho de uma latinha sendo aberta."
O álbum foi concebido com "disciplina acadêmica", segundo Bradfield, com a banda trabalhando para que "cada música se assemelhasse a um ensaio" em aspectos estruturais.

## Conteúdo

### Letras
Embora Richey Edwards e Nicky Wire dividissem igualmente os créditos pelas letras dos dois álbuns anteriores, cerca de 70 a 75% daquelas de The Holy Bible foram escritas por Edwards, segundo James Dean Bradfield. Na época do lançamento da edição comemorativa de dez anos do álbum, Wire afirmou ter sido majoritariamente responsável por "Ifwhiteamericatoldthetruthforonedayit'sworldwouldfallapart" (a qual menciona o ator River Phoenix) e por "This Is Yesterday", contribuindo apenas com o título de algumas outras canções. Contudo, depois que releu seus cadernos, Wire surpreendeu-se pela descoberta de que havia contribuído com mais letras do que se recordava previamente, tendo colaborado também com partes de "Of Walking Abortion" e "Mausoleum", bem como com algumas linhas de "Faster". Assim, ele passou a considerar-se responsável por cerca de 30% das palavras do álbum.
As letras do registro lidam com temas como prostituição, consumismo estadunidense, imperialismo britânico, liberdade de expressão, o Holocausto, fome voluntária, assassinos em série, pena de morte, revoluções políticas, infância, fascismo e suicídio. Segundo a revista Q, "o tom do álbum é por vezes desolador, irado e resignado" Em 1994, essa revista também comentou que "mesmo uma olhada superficial nos títulos das músicas confirmaria que este não é o novo álbum de Gloria Estefan".
Sean Moore descreveu o conteúdo das letras como estando nos limites do caráter de Richey.. Segundo Bradfield, "algumas das letras me confundiram. Algumas […] eram voyeurísticas e outras viam de sua experiência pessoal […] Lembro-me de receber as letras de 'Yes' e pensar, 'seu maluco do caralho, como vou escrever uma melodia para isso?'" O crítico Simon Price apontou que todo potencial que essa canção possuía para a rádio foi minado por seu foco em prostituição e os palavrões sexuais recorrentes da letra.

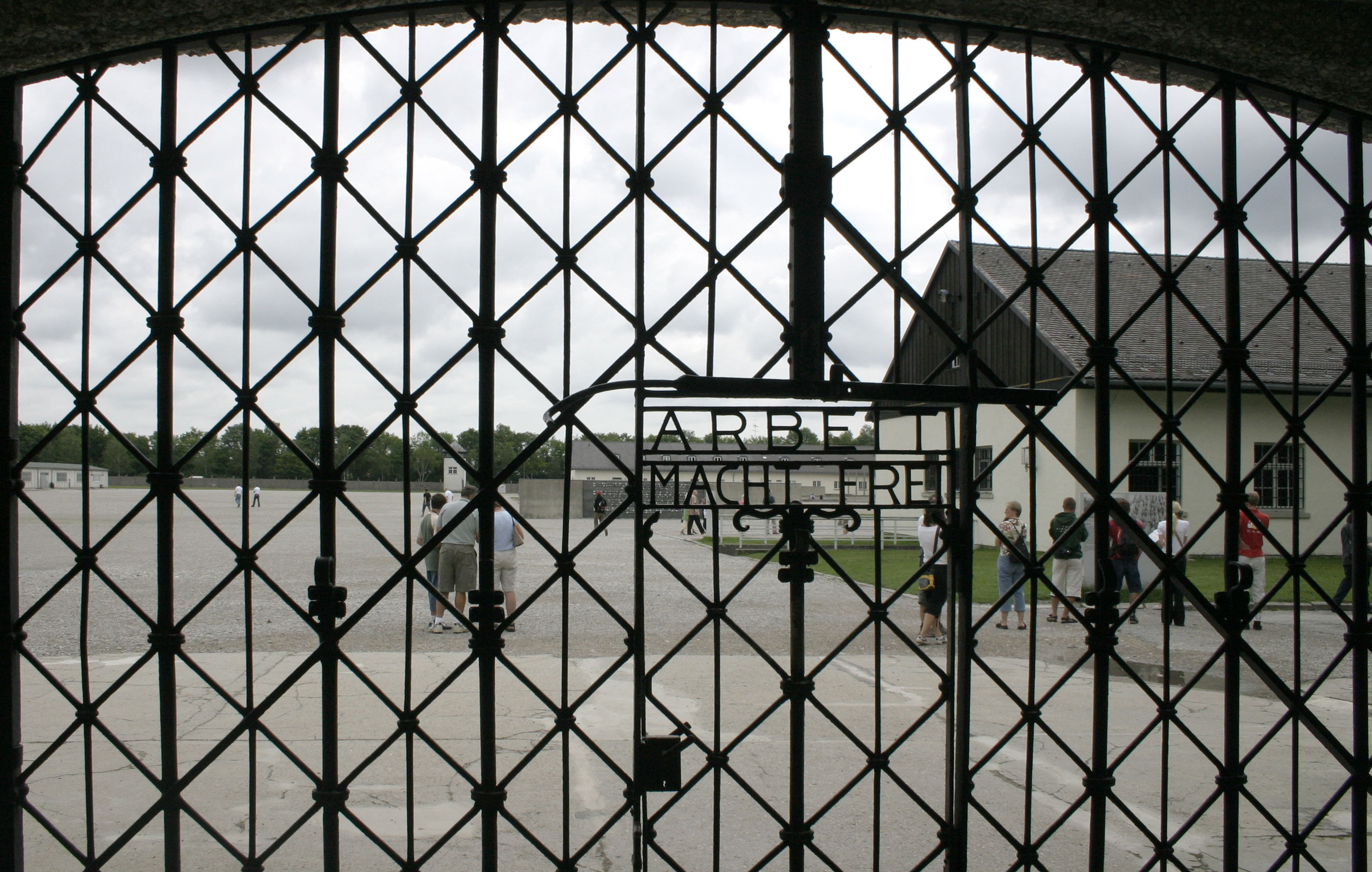
Uma das inspirações para as letras do álbum foi a visita da banda ao campo de concentração de Dachau. Uma foto deste portão aparece na arte do álbum.

Em uma entrevista à época de lançamento do álbum, Nicky Wire disse que a faixa "Ifwhiteamericatoldthetruthforonedayit'sworldwouldfallapart" não se tratava de "uma canção completamente anti-Americanos", mas sim que ela falava sobre "como a mais vazia cultura do mundo consegue dominá-lo de uma forma tão completa." Seu título é constantemente atribuído a Lenny Bruce, sem se citar qualquer fonte para a afirmação. É possível que um erro de atribuição surgira devido às discussões da banda sobre Bruce, liberdade de expressão e 'PCP'.
"Of Walking Abortion" trata do totalitarismo da direita, sobre o qual Wire afirmou: "há um verme, na natureza humana, que nos faz desejar que nos dominem." Por "Archives of Pain" lidar com a glorificação de serial killers e ser uma aparente defesa da pena de morte, Wire disse que ela "foi a faixa com a qual Richey e eu mais nos preocupamos […] ela não é um endosso à direita política, mas sim contra a fascinação por pessoas que matam." Mais adiante em 1994, Bradfield descreveu a canção como "uma das mais importantes coisas que já fizemos", mas também disse que ela era "bastante de direita" e "um erro de cálculo."
Wire declarou que "Revol" tratava da ideia de Edwards de que "relacionamentos políticos, e relacionamentos em geral, são falhas." Já "P.C.P.", afirmou, era sobre como "os seguidores do politicamente correto pensam ser liberais, mas acabam sendo o contrário." Ele mencionou que se sentiu "completamente confuso" com "Faster" (à qual ele também contribuíra), embora Edwards lhe contara que ela abordava questões de abuso autoinfligido.
"Mausoleum" e "The Intense Humming of Evil", disse Wire, foram ambas inspiradas por visitas da banda aos campos de concentração de Dachau e de Bergen-Belsen. Um rascunho inicial da primeira canção fora considerado insuficientemente crítico por Bradfield, que solicitara que ela fosse reescrita, afirmando que "não se pode ser ambivalente quanto ao Holocausto."
De acordo com Wire, "Die in the Summertime" e "4st 7lb" eram "obviamente sobre o estado mental de Richey." Porém, Edwards afirmou que a primeira canção fala, na realidade, de um aposentado que desejava morrer com as memórias de sua infância na cabeça. Já a medida que dá nome à "4st 7lb", 29 kg, é o peso abaixo do qual a morte é considerada medicamente inevitável para anoréxicos.
"This Is Yesterday" trata, segundo Wire, de "como as pessoas sempre encaram sua juventude como um período de glória."
Tanto Wire quanto Bradfield expressaram certo desgosto pela letra de "She Is Suffering", com Wire afirmando que ela sofre de uma síndrome de "homem-ao-resgate." Edwards aponta que o pronome do título da canção refere-se ao Desejo: "em outras bíblias e livros sagrados, nenhuma verdade é possível até que se esteja livre de desejo."

#### Uso de samples de diálogos
Inúmeras faixas do disco são complementadas por samples de diálogos, cujo conteúdo está em conformidade aos temas das próprias composições:
- "Yes" tem um diálogo do documentário Hookers, Hustlers, Pimps and their Johns, de 1993, dirigido por Beeban Kidron, e que fala sobre o comércio de prostituição.
- "Ifwhiteamericatoldthetruthforonedayit'sworldwouldfallapart" abre com uma propaganda do programa televisivo Rising Tide, da GOP TV.
- "Of Walking Abortion" se inicia com o trecho de uma entrevista com Hubert Selby Jr..
- "She is Suffering", na mixagem americana do disco, começa com um sample do cientista e filósofo britânico John G. Bennett dizendo que "é impossível alcançar o alvo sem sofrimento." Esse diálogo não está presente na edição padrão do álbum nem no single.
- "Archives of Pain" abre com as palavras da mãe de uma das vítimas do serial killer Peter Sutcliffe, proferidas em uma reportagem de TV do julgamento dele.
- "4st 7lb" começa com um diálogo de um documentário de 1994 sobre anorexia, chamado Caraline's Story, dirigido por Jeremy Llewelyn-Jones, e que fala de Caraline Neville-Lister.
- "Mausoleum" cita uma entrevista com J. G. Ballard, na qual ele explica suas razões para escrever a novela Crash.
- "Faster" se inicia com uma fala de John Hurt no filme 1984, baseado no livro 1984 de George Orwell.
- "The Intense Humming of Evil" inicia com um trecho de uma reportagem sobre os Julgamentos de Nuremberga.
- "P.C.P." se encerra com uma frase de Albert Finney, dita no filme The Dresser, dirigido por Peter Yates.[32]

### Estilo musical
Musicalmente, The Holy Bible representa uma mudança em relação aos dois primeiros discos da banda, Generation Terrorists e Gold Against the Soul, cuja sonoridade era mais calcada no modern rock. The Holy Bible foi descrito como rock alternativo, pós-punk, hard rock, punk rock, rock gótico e glam punk. Porém, o disco tinha ainda influências de punk britânico, new wave, industrial e art rock. Durante a gravação deste registro, a banda estava influenciada principalmente por artistas como Wire, Public Image Ltd. e Joy Division. A nova sonoridade legou comparações a artistas como Magazine, Siouxsie and the Banshees e Gang of Four.
Outra influência bastante direta foi The Jam: "This Is Yesterday" foi inspirada pelas canções In The Crowd (1978) e Ghosts (1982), e as linhas de guitarra de "4st 7lb" são similares àquelas de The Eton Rifles (1979). "Of Walking Abortion" foi descrita como "uma investida punk metal", e como tendo sido inspirada por "The Light Pours Out of Me" (1978), do Magazine. Já From Out of Nowhere (1989), do Faith No More, serviu de modelo a "Faster." O peso do trabalho também foi comparado àquele da banda de rock industrial, Nine Inch Nails.

### Estética

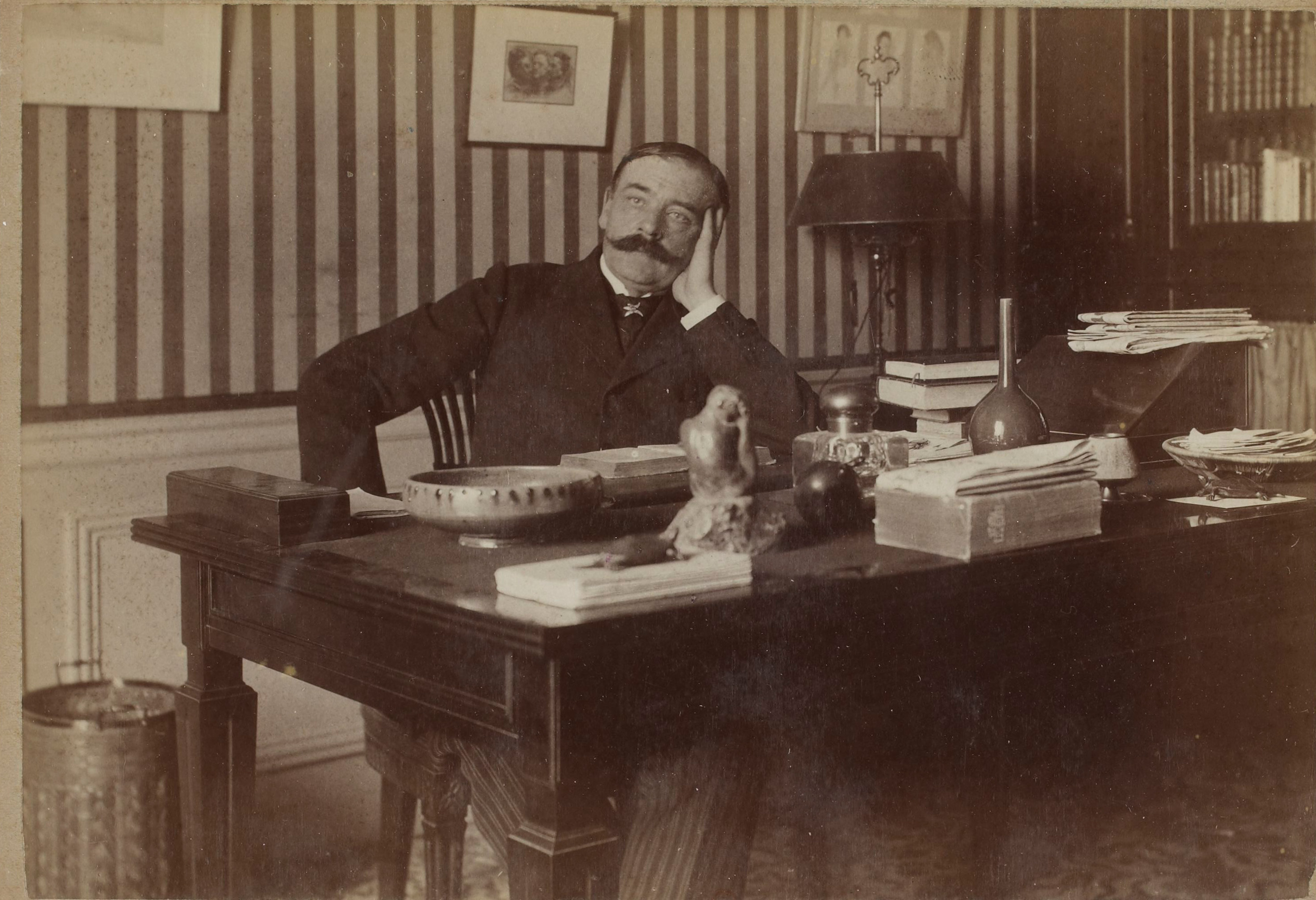
Octave Mirbeau, escritor de vanguarda francês citado no encarte de The Holy Bible

James Dean Bradfield descreveu este como um "período definitivo para nós, visualmente, mas também para o tipo de músicas que escrevíamos e o álbum […] nunca tivemos medo de admitir isso."
No começo de 1994, em turnê, a banda visitou lojas de itens militares e comprou roupas para vestirem no palco, em homenagem a The Clash. Esse visual militar foi constantemente adotado pela banda durante a divulgação de The Holy Bible, inclusive em seus vídeos e aparições na televisão. Uma apresentação de "Faster" no Top of the Pops, da BBC, em junho de 1994, resultou em um número recorde de reclamações: mais de 25000, por conta do uso da Balaclava paramilitar utilizada por Bradfield.
A capa do disco, sugestão de Richey Edwards enquanto estava hospitalizado, consiste no tríptico Strategy (South Face/Front Face/North Face), por Jenny Saville, que ilustra três perspectivas do corpo de uma mulher obesa em suas roupas íntimas. Saville permitiu o uso gratuito de seu trabalho, após uma conversa na qual Edwards lhe descreveu cada uma das faixas do álbum. A contracapa trata-se de uma foto da banda em uniformes militares, e uma citação do livro Le Jardin des supplices, de Octave Mirbeau. Foi a primeira vez que os Manic Street Preachers utilizaram a fonte tipográfica Gill Sans com o "R" invertido na arte do álbum. A tipografia é similar àquela utilizada em Empires and Dance, do Simple Minds, um dos discos favoritos de James Dean Bradfield.
Junto às letras, o encarte traz várias imagens, dentre as quais iconografias cristãs, fotos do portão do campo de concentração de Dachau e das câmaras de gás no campo de concentração de Bergen-Belsen, uma foto do cadáver de Lênin, uma gravura de uma execução por guilhotina na Revolução Francesa, a imagem de uma maçã, a foto de uma mulher com um gêmeo parasita, fotos infantis de cada um dos Manic Street Preachers, e a foto de um grupo de policiais britânicos vestidos com máscaras de gás. O encarte traz ainda um ditado budista do Tripitaca junto a uma dedicatória ao antigo publicitário da banda, Philip Hall, que morrera de câncer em 1993..
O título "The Holy Bible" foi escolhido por Edwards, segundo Bradfield, para representar a ideia de que "tudo ali precisava ser perfeito." Em uma entrevista no fim de 1994, Edwards afirmou: "a maneira como religiões escolhem falar sua verdade para o público sempre foi para pechinchar com eles […] Creio que, se a Bíblia Sagrada é verdadeira, ela deve abordar a forma como o mundo é, e isso é o que acredito que minhas letras façam. [O disco] não finge que as coisas não existem."

## A Saúde de Richey Edwards

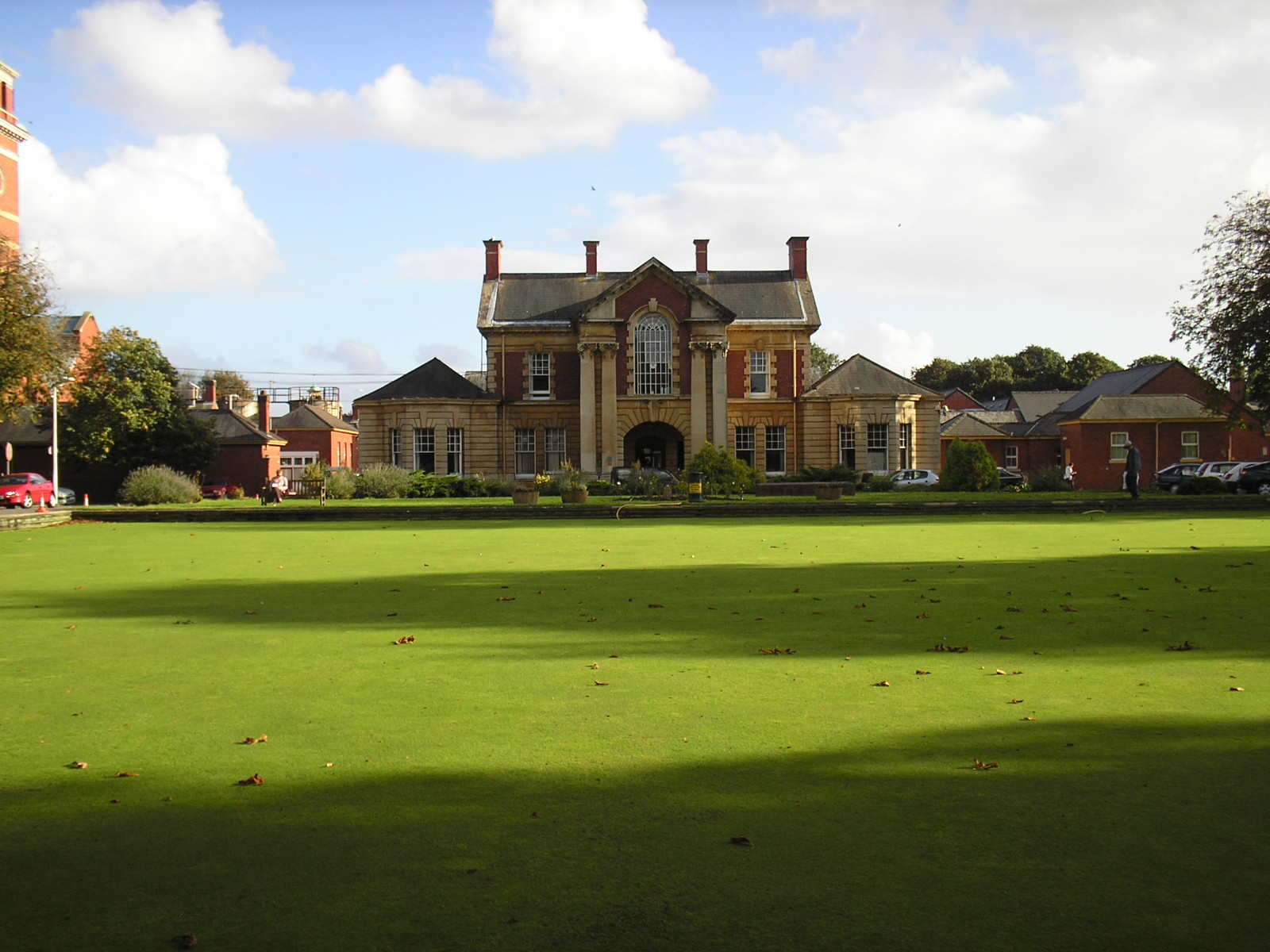
O hospital Whitchurch Hospital, em Cardiff

Richey Edwards sofreu por muitos anos com alcoolismo, depressão e automutilação. Segundo Wire, esses problemas haviam "piorado tanto [em 1994] que todos ficaram um pouco assustados", e Edwards começou a desenvolver um quadro de anorexia nervosa. Durante abril e maio, em apresentações da banda pela Tailândia e Portugal, Edwards habitualmente se cortava. Em Bangkok, até subiu ao palco com feridas autoinfligidas por todo seu peito.
À imprensa, ele falava abertamente sobre seus problemas. À NME, disse: "quando me corto, sinto-me muito melhor. Todo resto que poderia me incomodar se torna tão trivial, porque fico concentrado na dor." Afirmara, ainda, que era "o tipo de pessoa que acorda de manhã e precisa de meter uma garrafa goela abaixo."
Seus problemas persistiam e, durante a gravação do álbum, seu estado mental piorou após ser informado do suicídio de um de seus amigos próximos da universidade. Em julho, ele foi levado ao hospital depois de se lacerar severamente em casa. Lá, transferiram-no para o Whitchurch, um hospital psiquiátrico público em Cardiff. Pesava apenas 38kg..
No período de lançamento do álbum, no fim de agosto de 1994, a banda apresentou-se como um trio no Reading Festival enquanto Edwards estava internado no hospital Priory, em Roehampton. Ele uniu-se novamente ao grupo para excursionar durante o outono de 1994. Os demais membros sentiam que seu alcoolismo estava sob controle, mas seus hábitos alimentares ainda eram um problema, bem como sua automutilação. Em 1 de fevereiro de 1995, ele desapareceu. Acredita-se que se suicidara. Seu carro foi encontrado próximo à Ponte do Severn.
The Holy Bible foi descrito pela Q como uma "violenta e explícita torrente de fúria punk automutiladora que, de maneira infame, detalha os horrores na cabeça de Richey Edwards." Tom Ewing, da Freaky Trigger, comentou que "seria vão escrever sobre The Holy Bible sem, de alguma forma, abordar o desaparecimento de Richey Edwards: apenas se traçaria seu esboço, conforme cautelosamente se circulasse pelo álbum."

## Lançamento
O álbum alcançou a sexta posição nas paradas de sucesso do Reino Unido, permanecendo ali por 11 semanas. Apesar de não ter alcançado as paradas de outros países que não o Reino Unido e o Japão, The Holy Bible havia vendido mais de 600000 cópias em todo mundo até meados de 2014.
Em 6 de dezembro de 2004, uma versão estendida de The Holy Bible foi lançada, com dois CDs e um DVD. O primeiro disco continha uma versão remasterizada digitalmente do álbum original, mais quatro faixas ao vivo. O DVD trazia uma entrevista com a banda, imagens obtidas de participação em programas de televisão e festivais, bem como vídeos promocionais. O segundo disco incluía uma remixagem do álbum por Tom Lord-Alge. Originalmente, intencionava-se lançar essa versão remixada nos Estados Unidos, o que nunca ocorreu, "por razões muito bem documentadas", de acordo com James Dean Bradfield. A banda sentia que essa versão era superior àquela lançada inicialmente. Como dito por Bradfield, "pela primeira vez, recebemos de volta algo da gravadora americana — a qual odiávamos — e o achamos brilhante."
Uma nova edição, entitulada The Holy Bible 20, foi lançada em dezembro de 2014, em comemoração ao aniversário de 20 anos do álbum. Essa edição trouxe um disco de vinil, mais um conjunto de quatro CDs: o primeiro, com uma nova remasterização do trabalho; o segundo, com uma remasterização da mixagem americana; o terceiro, com lados B dos singles do álbum; e o último, com a apresentação ao vivo em Astoria em 1994, junto a uma apresentação acústica para a Radio 4 em 2014. Essa edição vinha, ainda, com um livro de quarenta páginas, contendo fotos raras e os manuscritos das letras.
Como parte do Dia da Loja de Música de 2014, um disco-imagem de vinil de 12 polegadas da mixagem americana do álbum foi lançado. Seu lado A fora ilustrado com uma sobreposição da capa do single Revol com a imagem de Jesus que constava no CD. Já o lado B trazia a foto da capa do CD, envolta pela cor branca. O disco vinha armazenado em uma embalagem plástica transparente. Apenas 1500 cópias foram prensadas.

## Repercussão
| Críticas profissionais | Críticas profissionais |
| Avaliações da crítica  | Avaliações da crítica  |
| Fonte                  | Avaliação              |
| ---------------------- | ---------------------- |
| AllMusic               | [ 37 ]                 |
| Blender                | [ 63 ]                 |
| Mojo                   | [ 64 ]                 |
| NME                    | [ 65 ]                 |
| Pitchfork              | [ 66 ]                 |
| Q                      | [ 67 ]                 |
| Rolling Stone          | [ 2 ]                  |
| Select                 | [ 68 ]                 |
| Stylus Magazine        | A                      |
| Uncut                  | [ 69 ]                 |

Embora não alcançasse as paradas de sucesso da Europa Continental nem angariasse boas vendas iniciais, The Holy Bible foi amplamente aclamado por críticos musicais em seu lançamento. Simon Williams, da NME, percebeu-o como um trabalho principalmente de James Dean Bradfield, e declarou que "The Holy Bible não é elegante, mas é efetivo pra caramba." Já a Melody Maker considerou este um álbum principalmente de Richey Edwards, descrevendo-o como "o som de um grupo no extremo [...] rumo a seu armagedom particular." Para a revista Select, Roy Wilkinson comentou: "em meio a todas as referências a comas, carcaças, 'abortos ambulantes' e mortes veraneias, paira o espectro de Richey enfurnado em uma clínica privada, bebendo muito, comendo pouco, e se cortando para performar gestos dramáticos, para encontrar novas formas de gritar, ou por motivos 'sexuais' [...] Vamos torcer para que, com um disco tão mórbido e perturbador como The Holy Bible, não sejam mais necessárias outras demonstrações."
Em uma resenha de retrospectiva, Stephen Thomas Erlewine da AllMusic deu quatro estrelas e meia para The Holy Bible, chamando-o de "o último desejo e testamento de Richey James." Ele concluiu que "cada canção tem trechos aterrorizantes em sua imagética. Embora a música em si não seja intensamente assustadora, seus toques tersos e concisos de glam e hard rock acentuam a paranoia por detrás das canções, o que torna as letras ainda mais dilacerantes." Na celebração pelos 10 anos do álbum, Dan Martin descreveu The Holy Bible como "um trabalho de gênios autênticos" para a NME. Joe Tangari, do Pitchfork, escreveu que "de certa forma, a guinada de Edwards rumo ao oblívio está atrelada à experiência de The Holy Bible, que, em retrospectiva, se transformou em um tipo de elogio de shows de horrores, para aquele homem que não conseguia conviver com o mundo ao seu redor." David Fricke, da Rolling Stone, escreveu que "nem a melancólica ausência de Edwards pôde extinguir a força afirmativa de vida que te atravessa já na primeira canção."
Mark Edwards, da Stylus Magazine, opinou que "The Holy Bible é facilmente um dos melhores álbuns da década de 1990 — ignorado por muitos, mas amado intensamente pelos poucos que conviveram com ele ao longo dos anos [...] Perto dele, tudo que os Manics fizeram até então era vergonhoso, isso para não falar de quase tudo mais [no mundo da música]." Nick Buttler, do Sputnikmusic, designou-o como um clássico, concluindo que "os fãs do punk, do hard rock, do indie e até mesmo do heavy metal merecem ouvir este disco. Qualquer outro que tentar fazê-lo pode se assustar, ou talvez descobrir que nunca mais enxergará a vida com os mesmos olhos. Eu certamente nunca mais consegui."

## Turnê
Em abril e maio de 1994, a banda tocou pela primeira vez algumas das faixas de The Holy Bible em apresentações na Tailândia, em Portugal, e em um concerto beneficente londrino para a Brockwell Park, uma liga anti-nazista. Então, um mês depois, em junho, se apresentaram no Festival de Glastonbury.
Em julho e agosto, sem Richey Edwards, eles se apresentaram no T in the Park, na Escócia; no Alte Wartesaal, em Colônia; no Festival Parkpop, em Haia; e no Reading Festival. Ao longo de setembro, outubro e dezembro, excursionaram pelo Reino Unido e a Irlanda, tanto de forma independente quanto em conjunto com o Therapy? e o Suede. Em dezembro, ao fim de suas três noites no Astoria, em Londres, a banda havia destruído a iluminação da casa e seus equipamentos. Estima-se que eles tenham causado £26000 em danos materiais.
No dia 1 de fevereiro de 1995, James Dean Bradfield e Richey Edwards deveriam voar aos Estados Unidos para conceder algumas entrevistas à imprensa. Porém, esse foi o dia em que Richey desapareceu, o que levou Bradfield a viajar sozinho. Também por isso, precisaram ser canceladas as apresentações agendadas para março e abril de 1995 em Praga, Viena, e em algumas cidades americanas.
No fim de 2014, em comemoração aos vinte anos de seu lançamento, a banda tocou o álbum ao vivo por completo, em Glasgow, Manchester, Dublin e Londres. Depois, em abril de 2015, levaram essa turnê a cidades norte-americanas como Toronto, Nova Iorque, São Francisco, Los Angeles, Chicago e Washington, D.C.. A banda apresentou-se ainda no Castelo de Cardiff, para cerca de dez mil fãs. O espetáculo foi televisionado nacionalmente pela BBC galesa.

## Legado
Anos após seu lançamento, The Holy Bible continua a ser aclamado por muitas revistas britânicas especializadas em música. Frequentemente, estas consideram-no ou um dos melhores álbuns da década de 1990, ou um dos melhores já lançados desde sempre.
Em 2000, jornalistas da Melody Maker colocaram-no em 15º lugar em uma lista dos 100 melhores álbuns de todos os tempos; cinco anos depois, em uma lista similar, a Kerrang! posicionou-o em 10º lugar. Também em 2005, foi eleito favorito do público britânico em uma enquete realizada pelo telejornal Newsnight, da BBC. Em 2001, leitores da Q votaram-no o 10º melhor álbum já lançado. Dois anos depois, na mesma publicação, cairia para o posto de 18º lugar.
Em 2011, a NME elegeu-o o disco mais obscuro de todos os tempos. No fim de 1994, essa mesma revista considerou-no o quinto melhor álbum daquele ano. Já na enquete realizada pela NME em 2003, alcançou o 37º lugar dos melhores álbuns de todos os tempos, e a mesma revista elencou-o na posição 44ª dos 500 melhores álbuns de sempre. Por fim, já em 2015, a NME concedeu-lhe o prêmio de relançamento do ano, pela sua edição comemorativa de 20 anos. No jornal The Guardian, foi incluído na lista dos 1000 discos para se ouvir antes de morrer.
Ben Patashnik, do Drowned in Sound, afirmou que o álbum "não vendeu bem [quando fora lançado], mas seu impacto foi sentido de maneira aguçada por qualquer um que já tivera contato com os Manics", e que o disco é "uma obra prima […], o som de um homem se desintegrando devagar em um grupo de amigos unidos, e usando sua angústia para criar algumas das artes mais brilhantes já lançadas em larga escala em forma de música […] Não é um bilhete suicida de despedida; é um aviso."
Este disco também foi incluído no livro 1001 Álbuns para Ouvir Antes de Morrer. Em 2017, a Repeater Books publicou uma coletânea com três ensaios sobre o álbum, chamada "Tryptych". Além de ter abordado a "profundeza e complexidade" do álbum, a sinopse da coletânea chamara atenção à temática dialética do trabalho, que contrapõe "pessoal com política, história com memória, e acessibilidade popular com esmero intelectual." Um dos autores do livro, Daniel Lukes, descreveu The Holy Bible como "o mais pós-punk dos álbuns", por "pegar aquela ideia do punk de que todos podem se expressar, mesmo que não sejam eruditos, e juntá-la àquela intelectualidade do pós-punk que fez artistas desse movimento correr atrás de respostas em autores como J. G. Ballard." A essas colocações, o crítico musical Guy Mankowski acrescentou: "acredito que as texturas deste disco sejam muito 'após punk' — têm a brutalidade do punk, mas, também, mais nuance, de forma a refletir um estado mental de perturbação."

## Faixas
Todas as letras escritas por Richey Edwards (creditado como Richey James) e Nicky Wire, todas as músicas compostas por James Dean Bradfield e Sean Moore.
| N.º | Título                                                       | Duração |  |
| 1.  | "Yes"                                                        | 4:59    |  |
| 2.  | "Ifwhiteamericatoldthetruthforonedayit'sworldwouldfallapart" | 3:39    |  |
| 3.  | "Of Walking Abortion"                                        | 4:00    |  |
| 4.  | "She Is Suffering"                                           | 4:44    |  |
| 5.  | "Archives of Pain"                                           | 5:29    |  |
| 6.  | "Revol"                                                      | 3:04    |  |
| 7.  | "4st 7lb"                                                    | 5:05    |  |
| 8.  | "Mausoleum"                                                  | 4:12    |  |
| 9.  | "Faster"                                                     | 3:55    |  |
| 10. | "This Is Yesterday"                                          | 3:58    |  |
| 11. | "Die in the Summertime"                                      | 3:05    |  |
| 12. | "The Intense Humming of Evil"                                | 6:12    |  |
| 13. | "P.C.P."                                                     | 3:59    |  |

| Faixas bônus da edição japonesa de 1994 |                                                                            |         |  |
| N.º                                     | Título                                                                     | Duração |  |
| 14.                                     | "Drug, Drug, Druggy" (Ao vivo no Festival de Glastonbury em 24/06/1994)    | 3:27    |  |
| 15.                                     | "Roses in the Hospital" (Ao vivo no Festival de Glastonbury em 24/06/1994) | 4:46    |  |
| 16.                                     | "You Love Us" (Ao vivo no Festival de Glastonbury em 24/06/1994)           | 3:05    |  |

| Faixa bônus da edição japonesa de 2000 |                                                         |         |  |
| N.º                                    | Título                                                  | Duração |  |
| 17.                                    | "New Art Riot" (Ao vivo no Clapham Grand em 02/03/1994) | 3:00    |  |

| Faixas bônus da edição de comemorativa de 10 anos |                                         |         |  |
| N.º                                               | Título                                  | Duração |  |
| 14.                                               | "The Intense Humming of Evil" (Ao Vivo) | 4:58    |  |
| 15.                                               | "4st 7lb" (Ao Vivo)                     | 4:44    |  |
| 16.                                               | "Yes" (Ao Vivo)                         | 4:30    |  |
| 17.                                               | "Of Walking Abortion" (Ao Vivo)         | 3:47    |  |

| Disco bônus da edição comemorativa de 10 anos: mixagem americana do álbum com demos e apresentações de rádio |                                                              |         |  |
| N.º | Título                                                       | Duração |  |
| 1. | "Yes"                                                        | 5:19    |  |
| 2. | "Ifwhiteamericatoldthetruthforonedayit'sworldwouldfallapart" | 3:43    |  |
| 3. | "Of Walking Abortion"                                        | 4:07    |  |
| 4. | "She Is Suffering"                                           | 4:57    |  |
| 5. | "Archives of Pain"                                           | 5:30    |  |
| 6. | "Revol"                                                      | 3:05    |  |
| 7. | "4st 7lb"                                                    | 5:10    |  |
| 8. | "Mausoleum"                                                  | 4:13    |  |
| 9. | "Faster"                                                     | 3:53    |  |
| 10. | "This Is Yesterday"                                          | 3:58    |  |
| 11. | "Die in the Summertime"                                      | 3:07    |  |
| 12. | "The Intense Humming of Evil"                                | 6:14    |  |
| 13. | "P.C.P"                                                      | 3:57    |  |
| 14. | "Die in the Summertime" (demo)                               | 2:26    |  |
| 15. | "Mausoleum" (demo)                                           | 3:29    |  |
| 16. | "Of Walking Abortion" (apresentação da noite na Radio 1)     | 3:39    |  |
| 17. | "She Is Suffering" (apresentação da noite na Radio 1)        | 4:25    |  |
| 18. | "Yes" (apresentação da noite na Radio 1)                     | 4:40    |  |

| Disco bônus da edição limitada comemorativa de 20 anos: Lados B e Remixes |                                                              |         |  |
| N.º                                                                       | Título                                                       | Duração |  |
| 1.                                                                        | "Sculpture of Man" (Versão de Estúdio)                       | 1:54    |  |
| 2.                                                                        | "New Art Riot" (Em Mi menor, ao vivo no Clapham Grand)       | 3:01    |  |
| 3.                                                                        | "Too Cold Here"                                              | 3:36    |  |
| 4.                                                                        | "You Love Us" (Versão Heavenly)                              | 4:28    |  |
| 5.                                                                        | "Love's Sweet Exile" (Ao vivo em Bangkok)                    | 3:06    |  |
| 6.                                                                        | "Drug Drug Druggy" (Ao vivo no Festival de Glastonbury)      | 3:28    |  |
| 7.                                                                        | "Roses in the Hospital" (Ao vivo no Festival de Glastonbury) | 4:47    |  |
| 8.                                                                        | "You Love Us" (Ao vivo no Festival de Glastonbury)           | 3:05    |  |
| 9.                                                                        | "Love Torn Us Under"                                         | 3:43    |  |
| 10.                                                                       | "The Drowners" (Ao vivo no Clapham Grand)                    | 3:18    |  |
| 11.                                                                       | "Stay with Me" (Ao vivo no Clapham Grand)                    | 3:38    |  |
| 12.                                                                       | "La Tristesse Durera (Scream to a Sigh)" (Mixagem vocal)     | 6:05    |  |
| 13.                                                                       | "La Tristesse Durera (Scream to a Sigh)" (Mixagem Dub)       | 5:50    |  |
| 14.                                                                       | "Faster" (Mixagem Dub)                                       | 6:42    |  |
| 15.                                                                       | "Faster" (Mixagem vocal)                                     | 5:47    |  |
| 16.                                                                       | "Revol" (Mixagem vocal por Dust Brothers)                    | 3:14    |  |

| Disco bônus da edição limitada comemorativa de 20 anos: BBC: Ao Vivo na Astoria em 1994 |                                                              |         |  |
| N.º                                                                                     | Título                                                       | Duração |  |
| 1.                                                                                      | "P.C.P"                                                      | 3:48    |  |
| 2.                                                                                      | "From Despair to Where"                                      | 3:22    |  |
| 3.                                                                                      | "Yes"                                                        | 4:37    |  |
| 4.                                                                                      | "Faster"                                                     | 3:36    |  |
| 5.                                                                                      | "She Is Suffering"                                           | 4:21    |  |
| 6.                                                                                      | "La Tristesse Durera (Scream to a Sigh)"                     | 3:56    |  |
| 7.                                                                                      | "Slash 'n' Burn"                                             | 3:32    |  |
| 8.                                                                                      | "Motorcycle Emptiness"                                       | 5:59    |  |
| 9.                                                                                      | "New Art Riot"                                               | 2:59    |  |
| 10.                                                                                     | "Life Becoming a Landslide"                                  | 3:54    |  |
| 11.                                                                                     | "Revol"                                                      | 2:36    |  |
| 12.                                                                                     | "4st 7lb"                                                    | 4:53    |  |
| 13.                                                                                     | "This Is Yesterday"                                          | 2:59    |  |
| 14.                                                                                     | "4st 7lb" (fita-mestre de trecho da apresentação na Radio 4) | 1:51    |  |
| 15.                                                                                     | "Faster" (fita-mestre de apresentação na Radio 4)            | 3:39    |  |
| 16.                                                                                     | "P.C.P" (fita-mestre de apresentação na Radio 4)             | 4:09    |  |
| 17.                                                                                     | "This Is Yesterday" (fita-mestre de apresentação na Radio 4) | 4:12    |  |

| DVD da edição comemorativa de 10 anos |                                                       |         |  |
| N.º                                   | Título                                                | Duração |  |
| 1.                                    | "Faster" (Ao vivo no Top of the Pops)                 | 3:32    |  |
| 2.                                    | "Faster" (Ao vivo no Butt Naked)                      | 3:36    |  |
| 3.                                    | "P.C.P." (Ao vivo no Butt Naked)                      | 3:38    |  |
| 4.                                    | "She Is Suffering" (Ao vivo no Butt Naked)            | 4:14    |  |
| 5.                                    | "4st 7lb" (Ao vivo no Most Wanted da MTV)             | 4:53    |  |
| 6.                                    | "She Is Suffering" (Ao vivo no Most Wanted da MTV)    | 4:05    |  |
| 7.                                    | "Faster" (Ao vivo no Festival de Glastonbury de 1994) | 3:55    |  |
| 8.                                    | "P.C.P." (Ao vivo no Festival de Glastonbury de 1994) | 3:46    |  |
| 9.                                    | "Yes" (Ao vivo no Festival de Glastonbury de 1994)    | 4:36    |  |
| 10.                                   | "Revol" (Ao vivo no Festival de Reading de 1994)      | 3:00    |  |
| 11.                                   | "Faster" (Videoclipe americano)                       | 3:56    |  |
| 12.                                   | "Judge Yr'self" (Videoclipe)                          | 3:06    |  |
| 13.                                   | "Yes" (Vídeo novo)                                    | 5:00    |  |
| 14.                                   | "Entrevista com a banda"                              |         |  |

## Ficha Técnica
Manic Street Preachers
- James Dean Bradfield – voz, guitarras solo e rítmica, produção
- Richey Edwards (como Richey James) – guitarra rítmica (consta nos créditos, mas não toca), design da capa, produção
- Sean Moore – bateria, produção
- Nicky Wire – baixo, produção

Assistência Técnica
- Steve Brown – produção (em "She Is Suffering")
- Alex Silva – engenharia de áudio
- Mark Freegard – mixagem
- Tom Lord-Alge - mixagem (versão estadunidense)
- Jenny Saville – pintura da capa de frente
- Barry Kamen – pintura da capa de trás
- Neil Cooper – foto do encarte
- Octave Mirbeau – autor do trecho da novela The Torture Garden que aparece na capa de trás

## Desempenho Comercial

### Tabelas semanais (1994)
| País (Tabela Musical)               | Melhor Posição |
| ----------------------------------- | -------------- |
| Japão (Oricon)                      | 48             |
| Escócia (Official Scottish Albums)  | 9              |
| Reino Unido (Official Albums Chart) | 6              |

### Certificações
| Região                                                                                             | Certificação | Vendas   |
| -------------------------------------------------------------------------------------------------- | ------------ | -------- |
| Reino Unido (BPI)                                                                                  | Ouro         | 100 000^ |
| *números de vendas baseados somente na certificação ^distribuições baseadas apenas na certificação |              |          |